# A kör (musical)
A kör
kétfelvonásos musical volt a szigetszentmiklósi Sziget Színház

társulatának előadásában, Pintér Tibor főszereplésével, aki egyúttal rendezőként is jegyezte a színművet. 
A darab az Edda Művek 23 dalát fűzte fel a cselekmény fonalára. Ősbemutatója 2013. május 17-én volt a RaM Colosseumban, 

utoljára 2017. február 25-én játszották a Kincsem Parkban.

2024-ben az Edda Művek fennállásának 50. évfordulóján, ismét színpadra állították, ezúttal Szigligeten, a Várudvari Nyári Színház és a Csiky Gergely Színház előadásában.
A musical legfiatalabb száma a Séta a múltban, és egyik pillére is a darabnak a tekintetben, hogy az I. felvonást zárja. Azért különleges ez, mert a tartalmazó Inog a világ albumot csak alig fél évvel az ősbemutató előtt mutatták be. 2024-ben ez annyiban módosult, hogy a Séta a múltban és a függöny között Írisz még egyszer elénekli A világ közepén refrénjét.

## Cselekmény
|  | Alább a cselekmény részletei következnek! |

A történetet áthatja a szakralitás: a legelején az égben egy lélek eldönti, hogy a főszereplő, Elmo fiaként akar leszületni. Ezt az Univerzummal vitatja meg, "aki" Kautzky Armand hangján válaszol neki. 
Az égi döntéshozatalt relaxálásra alkalmas zongorazene kíséri, innen huppan bele a néző éles váltással a vasgyári rögvalóságba, amikor is felcsendül a Tűzközelben.
Elmo, a kisvárosi zenész, zenei babérokra tör, ezért elindul a nagyvárosba szerencsét próbálni. Barátnője, Angóra szakít vele, mert rangon alulinak tartja a kapcsolatot, hiszen Angóra apja, Fausztusz, befolyásos személy, és az elnökválasztáson is indul.
Az úton Elmo találkozik egy motoros bandával, és összejön a bandavezér, Szezár húgával, Írisszel. A bandában ismeri meg Frédit is, aki a menedzsere lesz, és valóban sikeres énekessé mendzseli Elmót.
A musical egyik eleme Írisz felnőtté válása: miután Szezár és Írisz szülei meghaltak, Szezár féltő gondoskodással óvta a húgát, de rádöbben, hogy Írisz már felnőtt.
A darab végén Fausztusz megnyeri a választást, de miután egy nagygyűlésen bevallja, hogy a kampányban nem minden volt igaz, és megszorítások következnek, lázadás tör ki ellene. Ennek során meglövik Frédit, akinek a földön fekve látomása lesz: találkozik Elmo és Írisz születendő fiával.
A következő, s egyben záró szín 10 évvel későbbi: jelen van Elmo és Írisz fia, Írisz pedig a második gyerekkel várandós. Elmo - egyebek közt - kijelenti, hogy egy ez a tábor, s a musical zárásaként belekezd az Egy ez a tábor éneklésébe.
A 2024-es előadásokban a darab vége kicsit módosult. Miután Frédit meglövik, elsötétül a színpad, majd a 10 évvel későbbi szín jelenik meg, és visszagondolnak arra, hogy a lövés után Frédinek látomása volt. Elmo és kis családja mellett láthatjuk, hogy a bandában több pár is gyermeket vár. Elmo ebben a társaságban mondja ki a végső bölcsességet, s kezd bele a fent említett énekbe.
A lélek, aki az elején Elmót választja apjának, többször is megjelenik a darabban, így kiderül, hogy Angórát nem akarja anyjának, Íriszt azonban már elfogadja.
|  | Itt a vége a cselekmény részletezésének! |

## Megszólaló dalok
E fejezet nem a megszólalás, hanem a kiadás sorrendjében sorolja fel a megszólaló számokat, egyazon albumon belül pedig az albumon érvényes sorrendben. (A megszólalási sorrend azért nem lenne célszerű, mert egyes dalok több részletben csendülnek fel, a részletek pedig időben elhatárolódnak.) A vastagon szedett énekek az I. felvonásban hallhatóak először.
Edda Művek 2.: A hűtlen
Edda Művek 5.: A kör
Edda Művek 6.: Éjjel érkezem 
Változó idők: Változó idők, Ég a házunk
Szaga van: Mi vagyunk a rock, Tűzközelben (nyitja a darabot), Szaga van
Győzni fogunk: Ördögi kör
Szélvihar: Szélvihar, Nincs visszaút
Edda Művek 13.: Szellemvilág (eleinte a darab után, ráadásként szokott szólni, később az I. felvonásnak is része lett)
Elveszett illúziók: Elveszett illúziók (nyitja a II. felvonást), Utolsó érintés
Sziklaszív: Egy ez a tábor (zárja a darabot)
Örökség: A világ közepén (a 2024-es előadásokban a refrénje zárta az I. felvonást), Csak bírd ki
Átok és áldás: Elsiratlak, gyönyörű szerelem, Mert így volt jó, Kavarunk, Egy fordulóból, Újra és újra
Inog a világ: Séta a múltban (a 2010-es években zárta az I. felvonást)

## A darab pályafutása
Pataky Attila a Mi vagyunk a rock c. könyvben (a továbbiakban: a könyv) elmondja, hogy már régóta kacérkodott egy Edda-musical gondolatával, végül a szinopszist, majd a forgatókönyvet Oravecz "Johnnie" János írta meg Pataky unszolására.
Pataky az elkészült forgatókönyvvel próbálkozott színházakban, de hol az egészet akarták bekebelezni, hol pedig átírni neki nem tetsző ("mézes-mázas", ahogy a könyvben fogalmaz) módon.
Végül egy cukrászdában találkozott Pintér Tiborral, aki a Sziget Színház társulatával színpadra állította a musicalt, Pataky által is elfogadott, sőt, dicsőített módon. Az ősbemutató 2013. május 17-én volt a RaM Colosseumban. A könyv megemlíti, hogy a közönség soraiban jelen volt Lévai Anikó.
A kör című musicalt 100-nál is többször játszották, egyebek közt a Syma Csarnokban is (későbbi BOK Sportcsarnok), és több vidéki helyszínen, e tárgykörben Pataky a könyvben külön is megköszöni Kriza Ákosnak, Miskolc akkori polgármesterének, hogy szülővárosában színpadra állhatott a darab.
A kör végül kikerült a repertoárból, amikor is Patakyék "művészi és technikai hiányosságok" miatt letiltották.  

Utoljára 2017. február 25-én játszották a Kincsem Parkban.
2024-ben, az Edda Művek fennállásának 50. évfordulóján, "ráncfelvarrás" után ismét színpadra állt A kör a Várudvari Nyári Színház és a Csiky Gergely Színház előadásában. Ezúttal Pataky Attila fia, Gergely is szerepet kapott benne.